# IMT (entreprise)
 (janvier 2024).
La mise en forme du texte ne suit pas les recommandations de Wikipédia : il faut le « wikifier ».
Les points d'amélioration suivants sont les cas les plus fréquents :
- Les titres sont pré-formatés par le logiciel. Ils ne sont ni en capitales, ni en gras.
- Le texte ne doit pas être écrit en capitales (les noms de famille non plus), ni en gras, ni en italique, ni en « petit »…
- Le gras n'est utilisé que pour surligner le titre de l'article dans l'introduction, une seule fois.
- L'italique est rarement utilisé : mots en langue étrangère, titres d'œuvres, noms de bateaux, etc.
- Les citations ne sont pas en italique mais en corps de texte normal. Elles sont entourées par des guillemets français : « et ».
- Les listes à puces sont à éviter, des paragraphes rédigés étant largement préférés. Les tableaux sont à réserver à la présentation de données structurées (résultats, etc.).
- Les appels de note de bas de page (petits chiffres en exposant, introduits par l'outil «  Source ») sont à placer entre la fin de phrase et le point final[comme ça].
- Les liens internes (vers d'autres articles de Wikipédia) sont à choisir avec parcimonie. Créez des liens vers des articles approfondissant le sujet. Les termes génériques sans rapport avec le sujet sont à éviter, ainsi que les répétitions de liens vers un même terme.
- Les liens externes sont à placer uniquement dans une section « Liens externes », à la fin de l'article. Ces liens sont à choisir avec parcimonie suivant les règles définies. Si un lien sert de source à l'article, son insertion dans le texte est à faire par les notes de bas de page.
- La présentation des références doit suivre les conventions bibliographiques. Il est recommandé d'utiliser les modèles {{Ouvrage}}, {{Chapitre}}, {{Article}}, {{Lien web}} et/ou {{Bibliographie}}. Le mode d'édition visuel peut mettre en forme automatiquement les références.
- Insérer une infobox (cadre d'informations à droite) n'est pas obligatoire pour parachever la mise en page.

Pour une aide détaillée, merci de consulter Aide:Wikification.
Si vous pensez que ces points ont été résolus, vous pouvez retirer ce bandeau et améliorer la mise en forme d'un autre article.
Pour les articles homonymes, voir IMT.
Industrija mašina i Tractora AD était une entreprise yougoslave, créée en 1947. À l'origine, l'entreprise était une fonderie nommée « Centralna livnica A.D. » qui s'est transformée le 19 février 1954 en constructeur de machines agricoles et renommée Industrija Traktora i mašina (ITM).

## Histoire
Il y a encore 60 ans, en Serbie, juste avant la Seconde Guerre mondiale, 75 % de la population cultivait la terre en utilisant des méthodes primitives. Le machinisme agricole était inexistant. Les dirigeants de l'entreprise de fonderie Centralna livnica A.D. envisagent de construire un atelier destiné à la fabrication de tracteurs. Après deux années d'essais avec plusieurs types de tracteurs, un modèle proposé par le constructeur américain Massey Ferguson a été retenu. Dès 1956, ITM a commencé à produire des tracteurs sous licence et c'est huit ans plus tard, en 1964, qu'ITM renommé IMT a lancé la production de son propre tracteur, l'IMT 555.
IMT est devenue une marque emblématique serbe de tracteurs et machinisme agricole. IMT a produit une gamme de modèles allant de 35 ch à 220 ch, appréciée en Europe de l'Est, en Afrique du Nord et dans les Balkans.
Après s'être associé avec son compatriote IMR en 1960, le groupe IMR-IMT a connu sa meilleure période à la fin des années 1980. L'ouverture timide des pays du bloc soviétique aux produits occidentaux va entraîner une chute des ventes, passées de 42 000 tracteurs en 1988 à 467 en 2013. Bien que de bonne qualité, les tracteurs IMT n'avaient pas suivi l'évolution technologique comparable aux modèles occidentaux.
Le groupement a été déclaré en faillite en 2015 et toute activité arrêtée.
Contrairement à son associé IMR, dont les biens ont été vendus à un promoteur immobilier en 2019, la société IMT a été rachetée par le groupe indien TAFE - Tractors & Farm Equipment Ltd, le troisième fabricant mondial de tracteurs en volume (150 000) avec un chiffre d'affaires qui a dépassé le milliard €uros en 2017. TAFE poursuit la production dans l'usine de Belgrade et les commercialise dans les pays où IMT était connu, toujours sous la marque IMT.  

## Histogramme de la société IMT
- 1947 - création de l'entreprise sous le nom de Fonderie Centrale[1],
- 1949 - la fonderie s'allie avec quatre autres entreprises pour former la société Metalski Zavod Aleksandar Rankovic - ZAR,
- 19 février 1954 - ZAR est renommée ITM - Industrija Traktora I Mašina, dont l'objet social est la fabrication de tracteurs agricoles,
- 1955 - après deux années de recherches sur différents types de tracteurs, ITM achète une licence au constructeur américain Massey Ferguson,
- 1960 - création d'une nouvelle usine avec Industrija Motora I Traktora - IMR d'une capacité de production de 4 000 tracteurs par an,
- 1964 - début de la production de tracteurs de sa propre conception : IMT 555,
- 1965 - la société est renommée IMT – Industrija Mašina I Traktora,
- 1967 - deuxième extension de l'usine pour porter les capacités de production à 26 000 tonnes de pièces moulées par an,
- 1970 - troisième extension de l'usine pour porter la capacité de production à 10 000 tracteurs par an. Début de la production en série du tracteur IMT 575,
- 1976 - 4e extension de l'usine, nouvel atelier de production de tracteurs doté d'un équipement et d'une technologie de haut niveau avec une capacité de production de 40 000 exemplaires par an. L'atelier est mis en service le 7 mars 1976,
- 1982 - une nouvelle usine pour fabriquer des moteurs pour les tracteurs standard et articulés, d'une puissance supérieure à 100 ch (75 kW), est mise en service avec une capacité annuelle de production de 2 000 exemplaires,
- 1988 - résultats records dans l'histoire d'IMT : 42 000 tracteurs et 35 000 machines agricoles ont été produits, pour une valeur de plus de 600 millions de marks allemands,
- 1990/2000 - période de changement géopolitiques avec la chute du mur de Berlin engendrant des bouleversements dans tous les pays de l'ex bloc soviétique. Grâce aux bons résultats des années précédentes, la société IMT est restée une marque encore présente sur le marché,
- 2000 - lancement de la nouvelle série de tracteurs IMT 2000, plus compétitive,
- 2005 - un accord de coopération à long terme est signé avec Perkins qui délivre une licence pour fabriquer les premiers moteurs répondant aux normes EU 2000/25/EC,
- 2007 - le tracteur IMT 550.10 est homologué conformément à la directive européenne 2003/37EC ce qui lui permet d'arborer le label CE. Le moteur est un Perkins 1103C Stage II,
- 2009 - le tracteur IMT 550.11 est homologué CE équipé du moteur Perkins 1103D Stage IIIA,
- 2009/2010 - après une chute importante et continue des ventes, la société se retrouve en grosse difficulté financière et le gouvernement de la république de Serbie a attribué des subventions pour la production et la vente des tracteurs IMT.
- 2011/2012/2013 - en 2011, la production de tracteurs s'est élevée à 703 exemplaires (+ 22 pour l'exportation en CKD), 610 ex. (+20 CKD) en 2012 et 467 ex. (+15 CKD) en 2013,

En avril 2018, le groupe indien TAFE, le troisième fabricant mondial de tracteurs en volume (150 000) avec un chiffre d'affaires qui a dépassé le milliard €uros en 2017, acquiert le constructeur serbe de tracteurs et de matériel agricole IMT – Industrija Masina i Traktora.
La société IMR a été déclarée en faillite et ses biens ont été vendus pour 9,16 millions d'€ le 30 septembre 2019 à un consortium composé de l'Institut pour le développement de la ville et de la société anonyme "Hempro" de Belgrade.

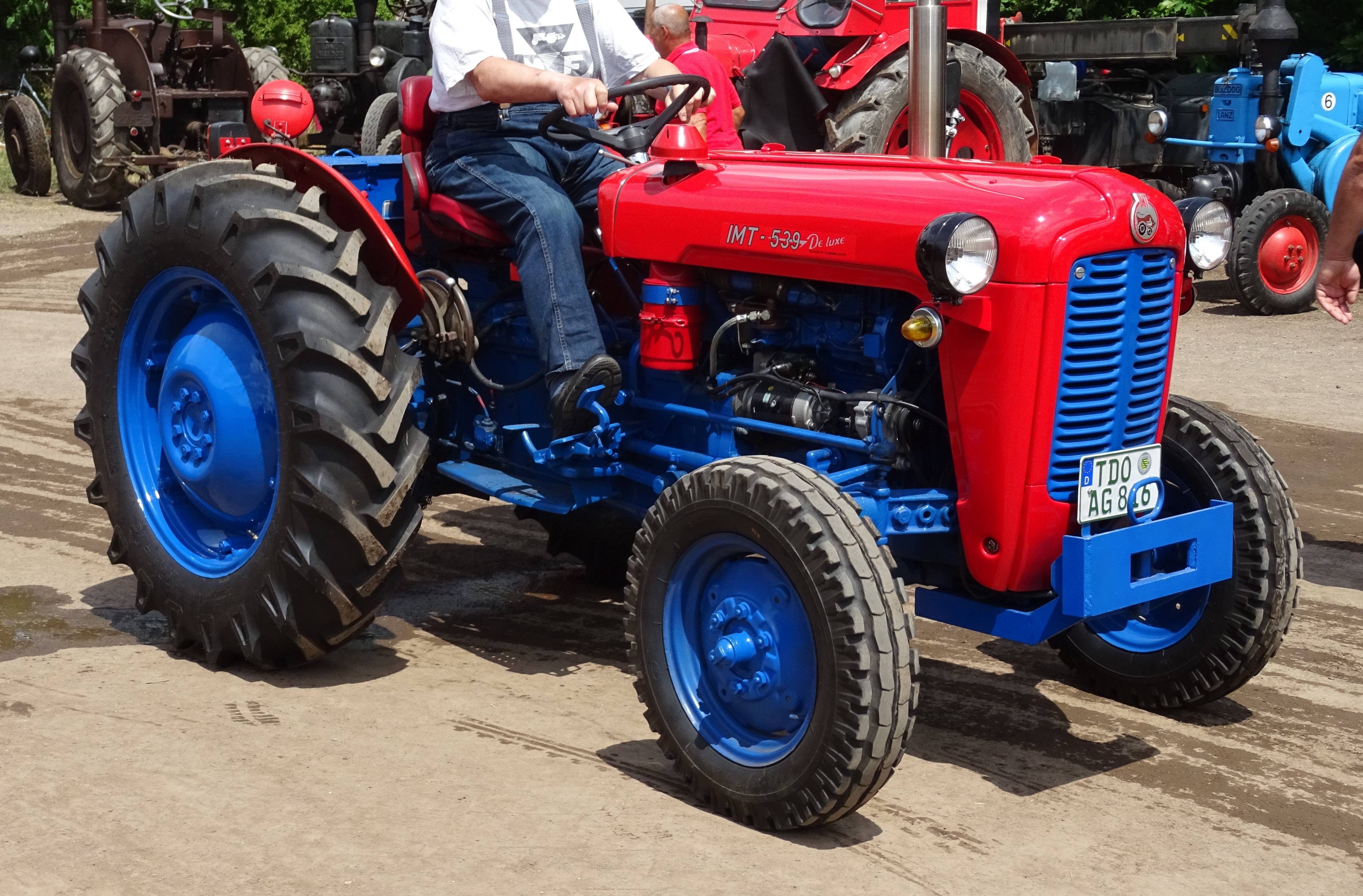
Tracteur IMT 539 (licence Massey-Ferguson)

### La gamme de tracteurs
L'entreprise IMT a produit plusieurs modèles de tracteurs agricoles sous licence Massey Ferguson et les exportaient principalement vers les pays d'Europe de l'Est, mais également au Kazakhstan, en Équateur et en Afrique du Sud.
- Série 530 - l'IMT 533 est une version fabriquée sous licence du Massey Ferguson 35. À l'époque, la Yougoslavie exigeait que toutes les pièces soient fabriquées localement :
  - IMT 533 (licence Massey Ferguson 35)
  - IMT 536/546
  - IMT 539
  - IMT 539P
- Série 540 - au milieu des années 1970, le tracteur IMT 540 a remplacé l'IMT 533, basé sur le Massey Ferguson 35. Le moteur diesel à préchambre de 2,5 litres était fabriqué sous licence Perkins. Pour l'exportation vers l'Europe de l'Ouest, le modèle IMT 547 était équipé d'un moteur Perkins. En 1986, les modèles 542, 545 et 549 ont été lancés. Un accord a été conclu avec John Deere pour que l'IMT 550 réponde aux normes d'émissions des pays occidentaux.
  - IMT 540
  - IMT 542
  - IMT 545
  - IMT 547
  - IMT 549 / 549S
  - IMT 550.11
  - IMT 550S
- Série 550
  - IMT 551
  - IMT 555
  - IMT 558
- Série 560 - série de tracteurs équipés de moteur IMT :
  - IMT 560
  - IMT 565
  - IMT 569
- Série 570 - série de tracteurs équipés de moteurs Perkins de 4 litres 70/80 ch :
  - IMT 575
  - IMT 577
  - IMT 578
  - IMT 579
  - IMT 585

- Série 5100 - gros tracteurs lancés en 1982 équipés de moeteurs Perkins fabriqués sous licence. La boîte de vitesses 10/2 a été développée en interne.
- Série 2000 - dernière série de tracteurs équipée de moteurs John Deere sauf le IMT 2065 :
  - IMT 2050
  - IMT 2065 (moteur IMT)
  - IMT 2070
  - IMT 2090
- Tracteurs articulés : IMT 5160, 5200, 5220, 5270, 5360, 5500

Les tracteurs articulés IMT ont été construits de 1977 jusqu'à la fin des années 1990. Bien que les produits phares soient similaires aux tracteurs MF 1500/1800 et 4000, il n'y avait aucun accord de licence.

Les plus petits modèles, 5160, 5200 et 5220, utilisaient des moteurs 6 cylindres du constructeur de camions FAP Famos, tandis que les plus grands utilisaient des moteurs de Mercedes-Benz. L'IMT 5500 était alors considéré comme le tracteur le plus puissant d'Europe.